# Жиров, Юрий Николаевич
Ю́рий Никола́евич Жи́ров (род. 1 января 1960, Павелец, Рязанская область) — советский легкоатлет, специалист по метанию копья. Выступал за сборную СССР по лёгкой атлетике в 1980-х годах, обладатель серебряной медали чемпионата Европы среди юниоров, победитель и призёр первенств всесоюзного значения. Мастер спорта СССР международного класса. Также известен по выступлениям в бейсболе. Тренер по бейсболу.

## Биография
Юрий Жиров родился в 1960 году в рабочем посёлке Павелец Скопинского района Рязанской области.
Занимался лёгкой атлетикой в Московской области, окончил Московский областной государственный институт физической культуры (1990).
Впервые заявил о себе на международном уровне в сезоне 1979 года, когда вошёл в состав советской сборной и выступил на юниорском европейском первенстве в Быдгоще, где в зачёте метания копья с результатом 76,92 стал серебряным призёром, уступив только представителю Восточной Германии Йоахиму Ланге.
В апреле 1980 года на соревнованиях в Москве установил свой личный рекорд с копьём старого образца — 83,98 метра.
В 1987 году на чемпионате СССР в Брянске уже с копьём нового образца показал результат 80,66 метра и завоевал серебряную награду, пропустив вперёд Виктора Евсюкова из Алма-Аты.
В 1990-х годах увлёкся бейсболом, играл на позиции питчера и добился в этом виде спорта определённых успехов: в течение многих лет состоял в сборной России, неоднократно становился чемпионом страны, принимал участие в чемпионатах мира и Европы, в частности на чемпионате Европы 2001 года в Бонне стал серебряным призёром.
Имеет звание «Мастера спорта международного класса» по лёгкой атлетике и бейсболу.
Впоследствии работал тренером по бейсболу в спортивной школе олимпийского резерва «Метеор» в Балашихе.
Жена — титулованная бегунья Елена Жирова (Титова), бронзовая призёрка Олимпийских игр, обладательница бронзовой медали чемпионата мира. Дочь Екатерина проживает с семьёй в Санкт-Петербурге. Зять Анатолий Скляренко — вокалист панк-рок-группы «Бригадный подряд».